# Abbaye de Nydala

L'abbaye de Nydala  est une ancienne abbaye cistercienne fondée en 1143 en Småland en Suède par le roi Sverker Ier, peu après la fondation de l'abbaye d'Alvastra en Ostrogothie. Elle fait partie de la filiation de l'abbaye de Clairvaux.